# Pierre Bertaux
Pierre Bertaux (Lione, 8 ottobre 1907 – Saint-Cloud, 14 agosto 1986) è stato un germanista francese, un noto combattente della resistenza francese e studioso di letteratura tedesca.

## Biografia
Mentre ricoprì la carica amministrativa, scrisse alcune opere su Friedrich Hölderlin. Partecipò alla resistenza francese a Tolosa, dove impose l'autorità di Charles De Gaulle durante la liberazione della Francia. Dopo la guerra era un alto ufficiale di polizia.
Nel 1968 fondò un dipartimento di lingua e letteratura tedesca presso la nuova Sorbona di Asnières. Nel 1970 fu insignito della medaglia di Goethe e nel 1975 del premio Heinrich Heine della città di Düsseldorf. Aveva tre figli, due dei quali sono diventati famosi accademici: Daniel Bertaux e Jean-Loup Bertaux.

## Opere
Italiano
- Africa. Dalla preistoria agli Stati attuali, Milano, Storia Universale 32 di Feltrinelli, 1968

Francese
- Hölderlin, Essai de biographie intérieure, Paris, Hachette, 1936
- La mutation humaine, 1964
- La libération de Toulouse et de sa région, éd. Hachette, 1973
- Hölderlin ou le temps d'un poète, Paris, Gallimard, 1983
- Mémoires interrompus par Pierre Bertaux, Hansgerd Schulte, Presses Sorbonne Nouvelle, 2000 ISBN 2-910212-14-9
- Un normalien à Berlin, lettres 1927 1933

Tedesco
- Friedrich Hölderlin. Frankfurt/Main 1981 und 2000
- Hölderlin und die Französische Revolution. Frankfurt/Main 1969, Berlin 1990
- Afrika. Von der Vorgeschichte bis zu den Staaten der Gegenwart. Frankfurt/M. 1966
- Mutation der Menschheit - Diagnosen und Prognosen. Frankfurt/M. 1963